# Yellowstone (jezero)
Yellowstonské jezero je součástí Yellowstonského národního parku ve státě Wyoming. Je to největší ledovcové jezero a jedno z největších vysoko položených jezer Severní Ameriky. Nachází se uprostřed největšího supervulkánu kontinentu, známého jako Yellowstonská kaldera, asi 400 km jižně od kanadských hranic. Jeho hladina je ve výšce 2357 m n. m., průměrná hloubka je 42 m, největší hloubka přes 120 m, rozloha přesahuje 355 km² a pobřeží je 180 km dlouhé. Jezero v prosinci zamrzá a do konce června je pokryto téměř metrovou vrstvou ledu. Vzniklo po ústupu ledovců zhruba před 12 tisíci lety. V severní části jezera se na jeho dně vyskytuje několik mladých kalder a mnoho kuželovitých útvarů výšky až přes 30 m, tvořených překvapivě diatomity.